# Cantico dei redenti
Cantico dei redenti è il nome generalmente attribuito al Capitolo 12 del Libro di Isaia. In questo capitolo Isaia scrive gli inni di lode degli ebrei che, dopo tanti anni, sono stati finalmente liberati e possono fare ritorno alla loro patria. I redenti, per l'appunto, si affidano a Dio, loro salvezza, che era in collera con loro, e li ha abbandonati alla schiavitù.

## Testo
«Ti ringrazio, Signore; tu eri in collera con me,

ma la tua collera si è calmata e tu mi hai consolato.

Ecco, Dio è la mia salvezza;

io confiderò, non temerò mai,

perché mia forza e mio canto è il Signore;

egli è stato la mia salvezza.

Attingerete acqua con gioia

alle sorgenti della salvezza».

In quel giorno direte:

«Lodate il Signore, invocate il suo nome;

manifestate tra i popoli le sue meraviglie,

proclamate che il suo nome è sublime.

Cantate inni al Signore, perché ha fatto opere grandi,

ciò sia noto in tutta la terra.

Gridate giulivi ed esultate, abitanti di Sion,

perché grande in mezzo a voi è il Santo di Israele».